# Centrosema capitatum
Centrosema capitatum är en ärtväxtart som först beskrevs av Louis Claude Marie Richard, och fick sitt nu gällande namn av Gerda Jane Hillegonda Amshoff. Centrosema capitatum ingår i släktet Centrosema och familjen ärtväxter. Inga underarter finns listade i Catalogue of Life.